# Vydra obrovská
Vydra obrovská (Pteronura brasiliensis) je vydra žijící ve velkých řekách Jižní Ameriky.

## Popis
Dosahuje délky 1,4 až 1,8 metru a váhy 21 až 34 kg a je tak spolu s vydrou mořskou největším představitelem podčeledi Lutrinae a jedním z největších zástupců celé čeledi lasicovití. V Brazílii se mu říká „ariranha“ a „onça-d'água“ (vodní jaguár) kvůli jeho velikosti a společenskému stylu života. Charakteristickými znaky jsou dlouhý zploštělý ocas a silné tlapy opatřené drápy a plovacími blánami. Srst má rezavohnědou až černou, s výraznou bílou kresbou na krku a hrudi. Na rozdíl od většiny lasicovitých šelem žije ve skupinách čítajících až dvacet jedinců, kteří mezi sebou komunikují nezaměnitelným pronikavým křikem. Je aktivní ve dne, loví ryby, plazy, korýše, vodní ptáky a drobné savce.

## Poddruhy
Rozlišují se dva geografické poddruhy: P. b. brasiliensis a P. b. paraguensis.

## Stav populace a její ochrana
Vyder obrovských ubývá v důsledku lovu kvůli kožešinám i úbytku jejich přirozeného prostředí. V současnosti se jejich počet odhaduje na 5000 kusů. V zoologických zahradách je chována vzácně, v České republice ji chová pouze ZOO Zlín. V zajetí patří k velmi milým chovancům, stejně jako ostatní vydry je mimořádně hravá a snadno zkrotne. Někdy ji chovají i amazonští indiáni.